# Cryptorhopalum haemorrhoidale
Cryptorhopalum haemorrhoidale is een keversoort uit de familie spektorren (Dermestidae). De wetenschappelijke naam van de soort werd in 1824 gepubliceerd door John Lawrence LeConte.